# Протасовське сільське поселення (Лямбірський район)
Прота́совське сільське поселення (рос. Протасовское сельское поселение) — муніципальне утворення у складі Лямбірського району Мордовії, Росія. Адміністративний центр — село Протасово.

## Історія
Станом на 2002 рік існували Михайловська сільська рада (село Михайловка, присілки Анучино, Воротники, Романовка, Чапаєво) та Протасовська сільська рада (село Протасово, присілок Кошкаровка, присілок Монастирська 2-а, селище Білотроїцький).
17 травня 2018 року було ліквідовано Михайловське сільське поселення, його територія увійшла до складу Протасовське сільського поселення.

## Населення
Населення — 696 осіб (2019, 698 у 2010, 744 у 2002).

## Склад
До складу поселення входять такі населені пункти:
| Населений пункт            | Населення, осіб (2002) | Населення, осіб (2010) |
| -------------------------- | ---------------------- | ---------------------- |
| Анучино, присілок          | 9                      | 4                      |
| Білотроїцький, селище      | 14                     | 14                     |
| Воротники, присілок        | 15                     | 19                     |
| Михайловка, село           | 234                    | 256                    |
| Монастирська 2-а, присілок | 54                     | 23                     |
| Протасово, село            | 403                    | 368                    |
| Романовка, присілок        | 11                     | 9                      |
| Чапаєво, присілок          | 4                      | 5                      |